# Gutierre Ruiz de Olea
Gutierre Ruiz de Olea o Dolea (Burgos, ? - Atienza, 9 de agosto de 1250), también nombrado Gutierre Fernández Pescador o Sánchez de Torres fue un eclesiástico castellano, canónigo de Burgos, obispo de Córdoba y arzobispo de Toledo.

## Biografía
Intervino, junto con el rey Fernando III de Castilla, en las campañas militares contra los almohades de Al-Ándalus, hallándose presente en la reconquista de Jaén y Sevilla, cuyas mezquitas consagró como catedrales. 
Durante varios siglos los historiadores de España consideraron erróneamente que existían dos eclesiásticos del mismo nombre, uno obispo de Córdoba y otro arzobispo electo de Toledo, y así, los episcopologios cordobeses omiten su ascenso a la archidiócesis toledana; hasta 1789 no se identificó a ambos eclesiásticos como un único personaje histórico.